# David Burtka
David Michael Burtka (ur. 29 maja 1975 w Dearborn) – amerykański aktor i kucharz polskiego pochodzenia. 

## Życiorys

### Wczesne lata
Urodzony w miejscowości Dearborn w stanie Michigan jako syn polskich imigrantów - Deborah A. “Debbie” (z domu Zajas) i Daniela Burtki. Ma starszą siostrę, Jennifer. Dorastał w Canton Charter Township w stanie Michigan. W 1993 ukończył Plymouth Salem High School, następnie trenował aktorstwo w prywatnym instytucie sztuki Interlochen Center for the Arts. Zdobył dyplom licencjata (Bachelor of Fine Arts) na University of Michigan, by wkrótce potem móc doskonalić umiejętności aktorskie w nowojorskim William Esper Studios.

### Kariera
W 2002 debiutował na Broadwayu w roli wrażliwego emocjonalnie geja Billy’ego Graya, 17–letniego syna Stevie (Mercedes Ruehl) i Martina (Bill Pullman) w sztuce Edwarda Albee Koza, czyli kim jest Sylwia?. W 2003 wystąpił jako Tulsa w broadwayowskim musicalu Gypsy partnerując Bernadette Peters. Rola Chłopca w off-broadwayowskiej adaptacji The Play About the Baby Edwarda Albee przyniosła mu nagrodę Clarence Derwent Award dla „najbardziej obiecującego aktora”. 2 października 2004 Magic Theatre w San Francisco wystawiło musical The Opposite of Sex, oparty na fabularnym filmie pod tym samym tytule, gdzie Burtka wcielił się w nim w postać biseksualnego Matta.
Udziela się także w telewizji oraz w produkcjach kinowych.

## Życie osobiste
Od lipca 1994 do marca 2004 był związany z niezależnym producentem filmowym Lane Jangerem. W kwietniu 2004 związał się z aktorem Neilem Patrickiem Harrisem. Po sześciu latach wynajęli surogatkę, która 12 października 2010 urodziła bliźniaki: Harper Grace i Gideona Scotta. 24 czerwca 2011 Harris i Burtka ogłosili zaręczyny. 6 września 2014 w Perugii we Włoszech zawarli związek małżeński.